# Gérard de la Barthe
Gérard de la Barthe ou Antoine Guérard de La Barthe (fl.  1779-1810) est un artiste peintre et graveur français, qui vécut en Russie à partir des années 1780.

## Biographie
La vie de cet artiste est à ce jour peu documentée. Beraldi signale un « J. de la Barthe », peintre né à Rouen en 1730, auteur de petites vues à l'eau-forte ; on ne sait avec certitude s'il s'agit du même individu. Le Bénézit mentionne un « La Barthe », boursier, étudiant les arts et élève de Joseph-Marie Vien, en 1758. Georg Kaspar Nagler indique par ailleurs qu'il aurait bien été élève de Vien, et l'auteur de deux gravures d'après Jan Both (conservées au British Museum) et de plusieurs vues composées dans un format ovale, vers la même époque.
En janvier 1779, le Journal de Paris annonce la publication d'une estampe, La Rencontre des Flamands d'après D. Teniers[Lequel ?], dédié dans le texte à Louis du Pille de Saint-Séverin, et signée « Guerard De La Barthe, imprimé chez Née et Masquellier ». 
À partir de 1787, De la Barthe entreprend une série d'aquarelles représentant des vues de Moscou ainsi que quelques scènes de genre ; douze d'entre elles sont transposées sous la forme de gravures à partir de 1794, grâce à la commande de Jean Walser (1739-1803), négociant suisse installé dans la capitale impériale. Une première série est dédiée à l'impératrice Catherine II (imprimée à Saint-Pétersbourg, 1795-1797), une deuxième à Paul 1er mais imprimée en Suisse et en Allemagne. Le tirage définitif, en deux tons, est présenté à Alexandre 1er en 1801, sous le titre français Vues de Moscou. Douze gravures d’après les dessins de De La Barthe qui a vécu en Russie pendant plus de 20 ans. Les gravures étaient publiées avec le privilège de l’Empereur Paul I et aux frais de Jean Walser, négociant de la 1re classe, en 1799. Il existe quelques traces de ces 12 gravures, lesquelles sont précieuses puisque Moscou fut ravagée par les flammes en 1812. Deux timbres sont émis en 1996 par la Poste russe tirés de ces vues.
On perd la trace de cet artiste après 1810.

## Galerie

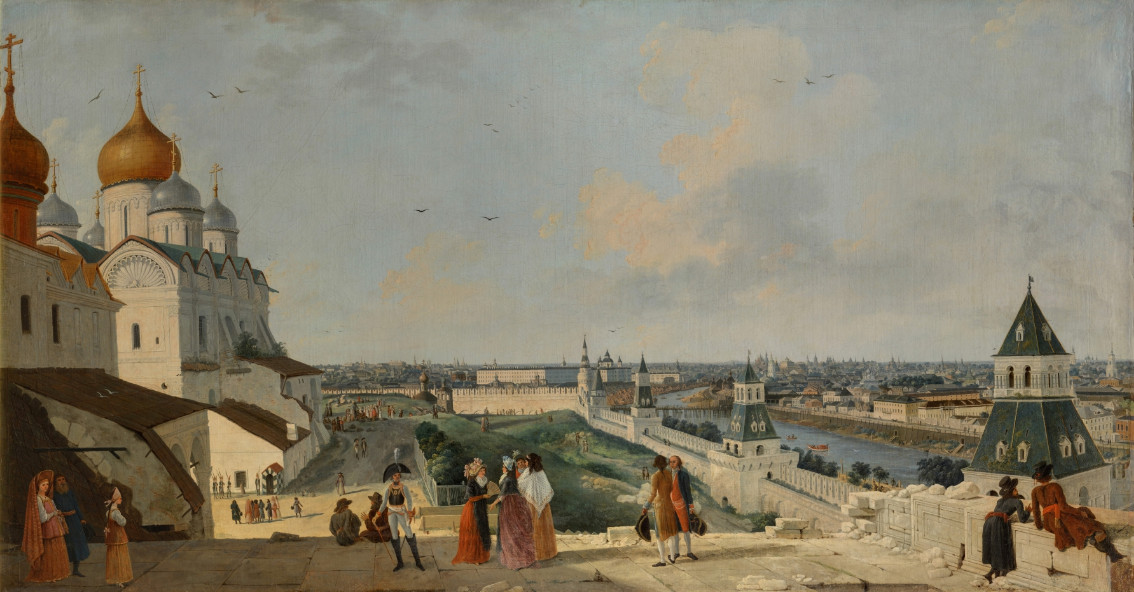
Vue de Moscou depuis le balcon du Palais du Kremlin vers le pont Moskvoretsky, huile sur toile (1797)
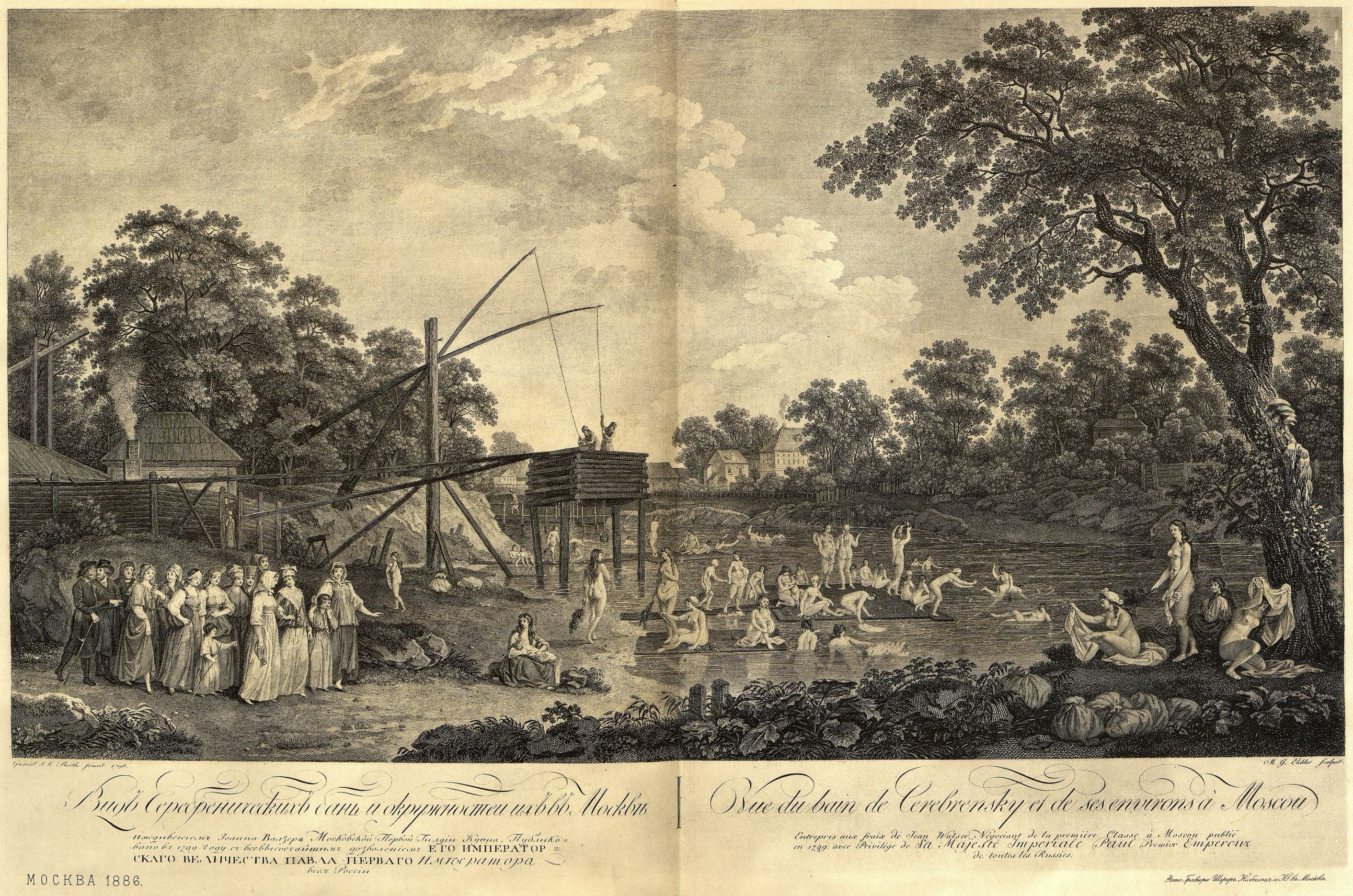
Vue du bain de Cerebrensky et de ses environs à Moscou, estampe no 3 gravée par Eichler (vers 1799), reprint de 1886
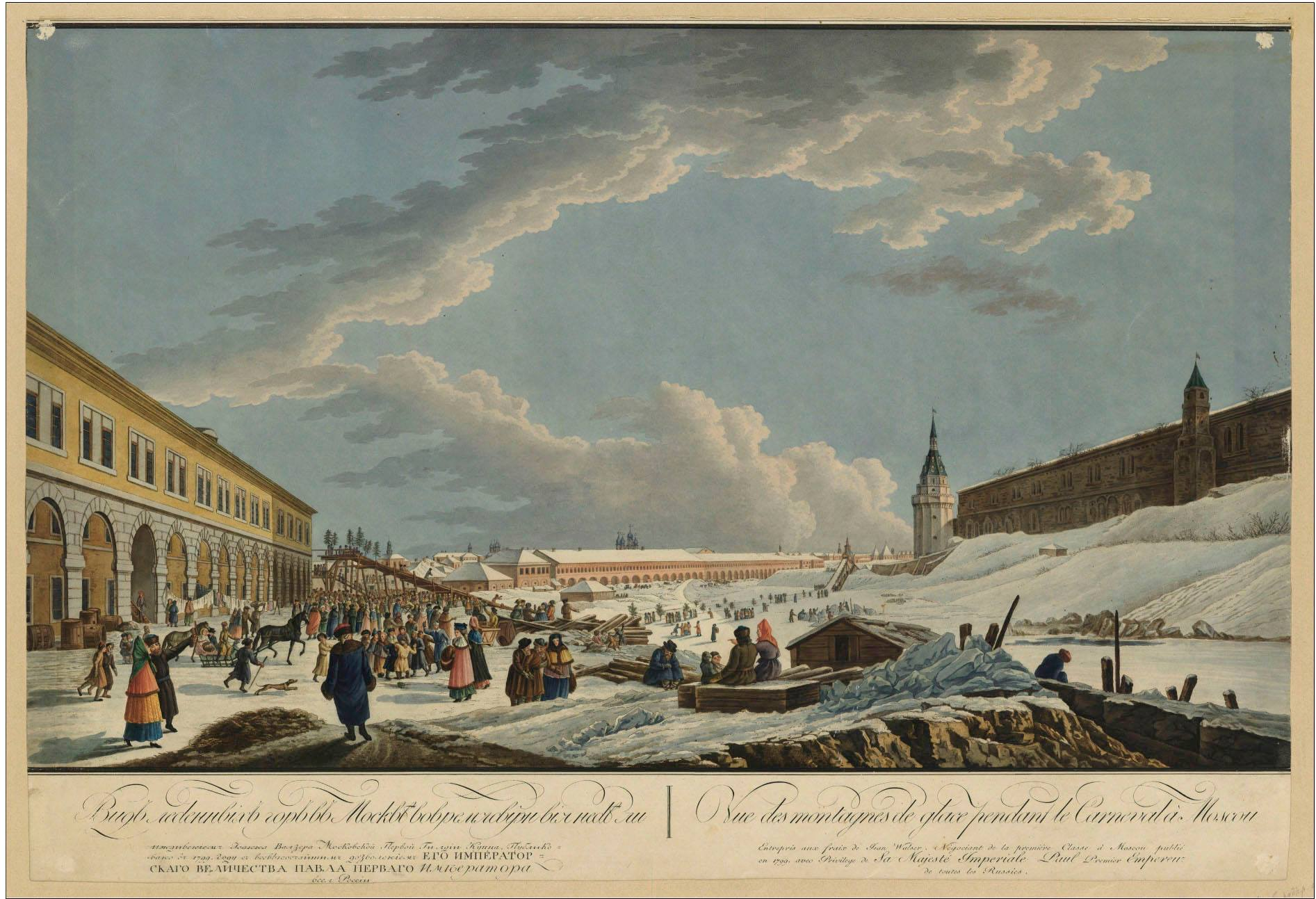
Vue des montagnes de glace pendant le carnaval à Moscou, estampe coloriée no 10 gravée par Oberkogler (1799)